# Hinterhalt

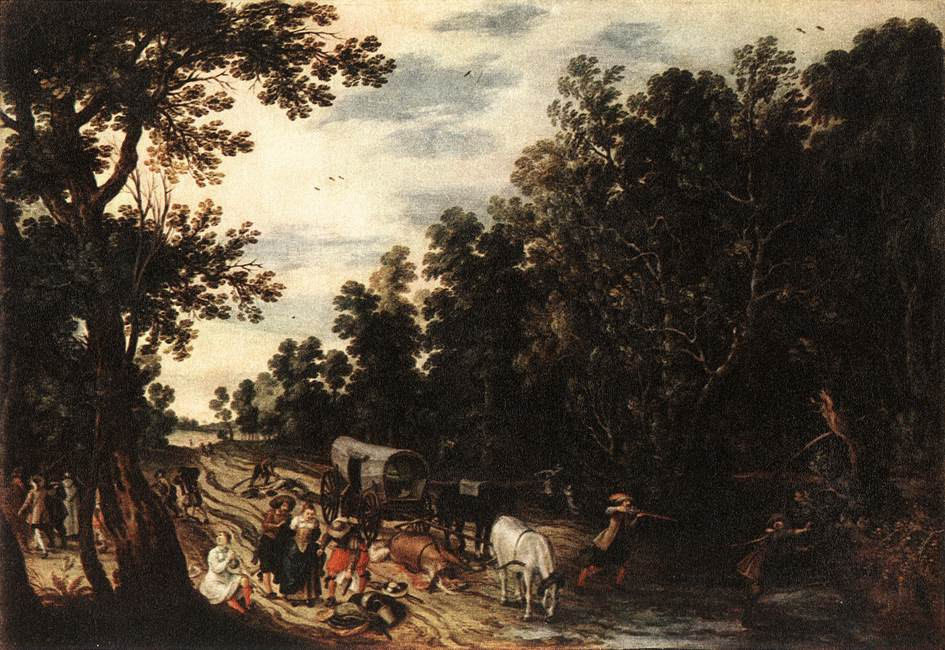
Sebastian Vrancx (1573–1647), Der Hinterhalt, 1630

Als Hinterhalt wird eine militärische Taktik bezeichnet, bei der eine Partei aus dem Verborgenen einer Deckung heraus einem Gegner auflauert und diesen bekämpft. Hierbei spielt die Überraschung durch Tarnung eine wesentliche Rolle. Diese Gefechtshandlung wird häufig beim Jagdkampf auf einen sich bewegenden Feind wie z. B. eine Transportkolonne angewandt.
Im Wörterbuch der Brüder Grimm heißt es dazu, Hinterhalt sei „der Ort, wo eine streitbare Truppe sich birgt, um von hier den Feind anzugreifen oder ihm in den Rücken zu fallen“. Bei der militärischen Kampfführung ist der Hinterhalt oft eine Möglichkeit, ein Gefecht über einen überlegenen Gegner zu gewinnen. Der Erfolg des Hinterhalts wird unterstützt, wenn der Ort so gewählt wird, dass die eigene Position zusätzliche Vorteile in Form von Deckung bietet, während der Gegner auf freier Fläche steht und eventuell wenig Bewegungsraum und keine Rückzugsmöglichkeiten hat. Der Hinterhalt geht, im Gegensatz zum Feuerüberfall, nachfolgend mit dem Sturm auf die sich im Hinterhalt befindlichen Kräfte einher, um diese endgültig zu vernichten.
Der Hinterhalt ist eine Taktik, die häufig von irregulären Kräften – Guerilleros und Partisanen – in der asymmetrischen Kriegführung angewandt wird.

## Berühmte Hinterhalte
- Die zahlenmäßig unterlegenen Conquistadoren konnten die „Schlacht von Cajamarca“ gegen die Inkas durch einen Hinterhalt gewinnen.
- Nach Berichten der römischen Schreiber lockte in der „Varusschlacht“ der Cherusker Arminius die römischen Legionen in einen Hinterhalt.
- Die Schlacht am Morgarten.